# Sächsische Nordostbahn

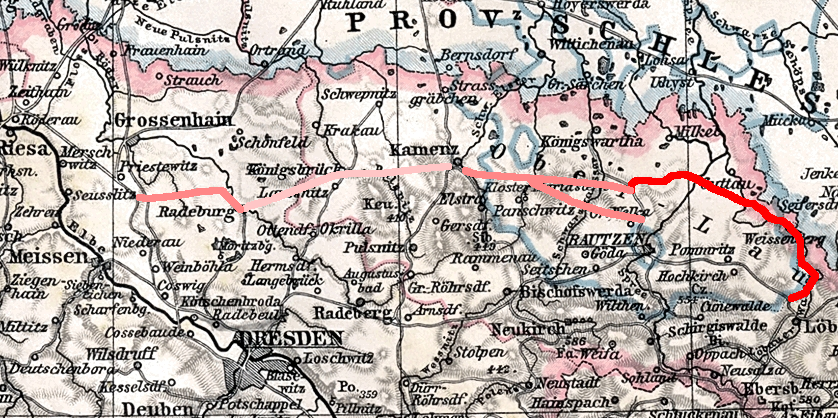
Mögliche Streckenführung der Nordostbahn

Als Sächsische Nordostbahn wurde ein Eisenbahnprojekt in der Oberlausitz bezeichnet, welches parallel zur sächsisch-preußischen Grenze eine direkte Eisenbahnverbindung zwischen Löbau und Riesa vorsah. Fertiggestellt wurden bis zum Ersten Weltkrieg nur die Strecke Löbau–Radibor und ein kurzer nur dem Güterverkehr dienender Abschnitt bei Kamenz. Im Januar 1927 wurde der Bau der Verbindung endgültig abgebrochen.

## Geschichte

### Löbau–Radibor
Bereits am 1. August 1895 war die normalspurige Sekundärbahn Löbau–Weißenberg/OL. eröffnet worden. Ursprünglich als Teilstück einer geplanten Hauptbahn nach Weißwasser vorgesehen, wurde diese Strecke später in das Projekt der Sächsischen Nordostbahn einbezogen. 1898 begannen die Vorarbeiten für die Strecke Weißenberg–Radibor. Da eine Weiterführung ab Radibor noch nicht gesichert war, entstand die Trasse ab 1902 als normalspurige Sekundärbahn mit den Parametern einer Hauptbahn. Ein späterer zweigleisiger Ausbau war insbesondere bei allen Brücken vorbereitet.
Am 10. November 1904 wurde der erste Abschnitt Weißenberg–Baruth eröffnet. Am 1. Mai 1906 ging die Gesamtstrecke bis Radibor in Betrieb.

### Radibor–Kamenz
Am 13. Januar 1912 genehmigte die Sächsische Staatsregierung mit dem Dekret Nr. 29 den Bau der Verbindung Radibor–Kamenz. Im April 1912 wurden die Kgl. Sächsischen Staatseisenbahnen mit den ersten Vorarbeiten zum Streckenbau beauftragt. Vorgesehen war eine Gesamtkostenrahmen von 6,29 Mio. Mark. Zur Senkung der Baukosten sollte der nötige Baugrund unentgeltlich an den Staat übergehen. Im sächsischen Streckenbezeichnungsschema war das Kürzel RK (für Radibor–Kamenz) für die neue Strecke vorgesehen.
Für die Trassierung wurden insbesondere zwei Varianten diskutiert:
- Eine südliche Variante sollte in Kleinwelka an der Sekundärbahn Bautzen–Hoyerswerda beginnen und über Sollschwitz und Räckelwitz nach Kamenz führen. Dort sollte die Linie in die vorhandene Strecke Kamenz–Bischofswerda einmünden. Die Strecke Bautzen–Kleinwelka sollte wegen des erwarteten Verkehrszuwachses zweigleisig ausgebaut werden.
- Die nördliche Variante sollte im Anschluss der schon vorhandenen Strecke in Radibor beginnen und über Crostwitz und Nebelschütz führen. Die Einbindung in den Kamenzer Bahnhof war von Norden vorgesehen. Ein Teil der Strecke war mit der südlichen Variante identisch.

Neben ersten Vorarbeiten kam es jedoch nicht zu einem Baubeginn. Ursache dafür war vor allem ein starker Widerstand der zumeist sorbischen Bevölkerung gegen das Projekt, welche nicht bereit war, das benötigte Land unentgeltlich zur Verfügung zu stellen. Zudem war der durchschnittene Raum sehr dörflich geprägt. Auf einen günstigen Bahntransport angewiesene Industrien fehlten nahezu völlig, so dass es auch keine örtlichen Fürsprecher für das Vorhaben gab. Mit dem Beginn des Ersten Weltkrieges kamen die Arbeiten zum Bau der Strecke endgültig zum Erliegen.
Während des Ersten Weltkrieges wurde ab 1916 nördlich von Kamenz ein militärischer Flugplatz errichtet. 1917 wurde dorthin eine Anschlussbahn entsprechend der nördlichen Variante bis zu einem provisorischen Endpunkt bei Bernbruch projektiert. 1918 wurde die kurze Industriebahn eröffnet.

### Kamenz–Radeburg
Für den Abschnitt zwischen Kamenz und Radeburg gab es zu keiner Zeit konkretere Planungen. Von Kamenz aus sollte die Strecke entlang des Pulsnitztales bis Königsbrück führen. Bei Königsbrück Ost sollte eine Verbindungskurve zur Strecke Klotzsche–Schwepnitz entstehen, für den Personenverkehr war ein neuer Haltepunkt Königsbrück Nord vorgesehen gewesen.
Eine andere Variante sah eine weiter südliche gelegene Streckenführung durch das Haselbachtal vor. In dem Falle wäre die Strecke erst bei Bischheim aus der bestehenden Linie Kamenz–Pirna abgezweigt. Vorteilhaft wäre die Anbindung der zahlreichen Steinbrüche bei Häslich gewesen, die einen regen Güterverkehr garantiert hätten.

### Radeburg–Priestewitz
| \| \| \| von Leipzig \| \| \| \| \| von Großenhain \| \| \| \| 0,000 \| Priestewitz \| 147 m \| \| \| \| nach Dresden \| \| \| \| \| von Berlin \| \| \| \| 3,839 \| Böhla \| 144 m \| \| \| \| nach Dresden \| \| \| \| 8,795 \| Brücke Hopfenbachtal \| Brücke Hopfenbachtal \| \| \| ~8,9 \| Beiersdorf \| 150 m \| \| \| 11,560 \| EÜ Wirtschaftsweg \| EÜ Wirtschaftsweg \| \| \| ~12,7 \| Ober-Mittelebersbach \| 146 m \| \| \| ~15,0 \| Niederrödern \| 138 m \| \| \| 15,625 \| Brücke Große Röder \| Brücke Große Röder \| \| \| 15,954 \| EÜ Wirtschaftsweg \| EÜ Wirtschaftsweg \| \| \| 16,208 \| Flutbrücke \| 142 m \| \| \| 16,465 \| EÜ Wirtschaftsweg \| EÜ Wirtschaftsweg \| \| \| 16,753 \| EÜ Wirtschaftsweg \| EÜ Wirtschaftsweg \| \| \| 17,145 \| EÜ Wirtschaftsweg \| EÜ Wirtschaftsweg \| \| \| 19,186 \| Radeburg Nord \| 144 m \| \| \| \| Schmalspurbahn nach Radebeul \| \| \| \| 19,925 \| Trassenende \| Trassenende \| |        |                              |                              |
| Strecke |        | von Leipzig                  | von Leipzig                  |
| Abzweig geradeaus und von links |        | von Großenhain               | von Großenhain               |
| Bahnhof | 0,000  | Priestewitz                  | 147 m                        |
| Abzweig ehemals geradeaus und nach rechts |        | nach Dresden                 | nach Dresden                 |
| Abzweig ehemals geradeaus und von links |        | von Berlin                   | von Berlin                   |
| Bahnhof | 3,839  | Böhla                        | 144 m                        |
| Abzweig ehemals geradeaus und nach rechts |        | nach Dresden                 | nach Dresden                 |
| Brücke (Strecke außer Betrieb) | 8,795  | Brücke Hopfenbachtal         | Brücke Hopfenbachtal         |
| Bahnhof (Strecke außer Betrieb) | ~8,9   | Beiersdorf                   | 150 m                        |
| Brücke (Strecke außer Betrieb) | 11,560 | EÜ Wirtschaftsweg            | EÜ Wirtschaftsweg            |
| Bahnhof (Strecke außer Betrieb) | ~12,7  | Ober-Mittelebersbach         | 146 m                        |
| Bahnhof (Strecke außer Betrieb) | ~15,0  | Niederrödern                 | 138 m                        |
| Brücke über Wasserlauf (Strecke außer Betrieb) | 15,625 | Brücke Große Röder           | Brücke Große Röder           |
| Brücke (Strecke außer Betrieb) | 15,954 | EÜ Wirtschaftsweg            | EÜ Wirtschaftsweg            |
| Brücke über Wasserlauf (Strecke außer Betrieb) | 16,208 | Flutbrücke                   | 142 m                        |
| Brücke (Strecke außer Betrieb) | 16,465 | EÜ Wirtschaftsweg            | EÜ Wirtschaftsweg            |
| Brücke (Strecke außer Betrieb) | 16,753 | EÜ Wirtschaftsweg            | EÜ Wirtschaftsweg            |
| Brücke (Strecke außer Betrieb) | 17,145 | EÜ Wirtschaftsweg            | EÜ Wirtschaftsweg            |
| Bahnhof (Strecke außer Betrieb) | 19,186 | Radeburg Nord                | 144 m                        |
| Abzweig geradeaus und nach rechts (Strecke außer Betrieb) |        | Schmalspurbahn nach Radebeul | Schmalspurbahn nach Radebeul |
| | 19,925 | Trassenende                  | Trassenende                  |

Die Verbindung zwischen Radeburg und Priestewitz gehörte zu jenen Projekten, die als Notstandsarbeit nach dem Ersten Weltkrieg begonnen wurden. Im Sommer 1919 begannen die Arbeiten an der Strecke. Vorgesehen waren Baukosten in Höhe von 5 Mio. Mark. Im sächsischen Streckenbezeichnungsschema war das Kürzel PR (für Priestewitz–Radeburg, entsprechend der Kilometrierung ab Priestewitz) für die neue Strecke vorgesehen.
In der Folge wurde der Bahnkörper zwischen Radeburg und Beiersdorf weitgehend fertiggestellt, Gleise wurden wegen der noch fehlenden Brücken allerdings nicht verlegt. Bei Radeburg wurde ein neuer Bahnhof Radeburg Nord errichtet. In Radeburg Nord war auch der zukünftige Endpunkt der Schmalspurbahn Radebeul Ost–Radeburg vorgesehen. Die zwei Kilometer lange Streckenverlängerung der Schmalspurbahn war zunächst provisorisch fertiggestellt worden, um dem Bauzugverkehr zu dienen. Erste Umbauarbeiten waren auch im Bahnhof Böhla an der Bahnstrecke Berlin–Dresden begonnen worden.
Am 14. November 1923 wurde der Bau der Verbindung wegen zu hoher Kosten abgebrochen. Mit der Gründung der Deutschen Reichsbahn-Gesellschaft am 1. Oktober 1924 wurde das Projekt wegen finanzieller Zwänge letztlich komplett aufgegeben. Im Januar 1927 wurden die Arbeiten dann auch offiziell eingestellt. Ab dem 23. Juni 1931 wurde das für den Bahnbau enteignete Land an die vormaligen Eigentümer zurückgegeben. Auf dem Gelände des Bahnhofes Radeburg Nord entstand später ein Sportplatz. Westlich von Ebersbach erinnert noch heute der Straßenname Am Bahndamm eines dem Trassenverlauf folgenden Weges an die nicht verwirklichte Bahnverbindung.
Im Zusammenhang mit dem Streckenausbau auf der Hauptbahn Leipzig–Dresden war auch eine komplette Neuordnung des Bahnverkehrs im Knoten Dresden vorgesehen.
So wird seit Dezember 2010 der von Leipzig kommende Fernverkehr ab Böhla über die Hauptbahn Berlin–Dresden nach Dresden geführt. Zwischen Priestewitz und Böhla wurde dafür eine Neubaustrecke errichtet, die ungefähr dem Trassenentwurf der 1920er Jahre folgt.